# Cao Ly Xương Vương
Cao Ly Xương Vương (Hangul: 고려 창왕; chữ Hán: 高麗 昌王; 6 tháng 9 năm 1381 – 31 tháng 12 năm 1389, trị vì 1388 – 1389) là quốc vương thứ 33 và là vua lên ngôi khi trẻ tuổi nhất trong lịch sử Cao Ly. Ông là con trai của Cao Ly U Vương và Cẩn phi họ Lý, có húy là Xương. Cũng như phụ vương, ông không được truy tôn thụy hiệu.
U Vương đã bị buộc phải thoái vị sau cuộc binh biến của Lý Thành Quế và năm 1388, và Xương Vương lên ngôi để kế vị phụ vương. Song Lý Thành Quế đã kiểm soát toàn bộ quân binh, Xương Vương sau đó bị đày đến đảo Giang Hoa cùng U Vương và kế vị là Cao Ly Cung Nhượng Vương, do ông không được coi là có dòng máu vương thất thực sự.
Xương Vương cùng với phụ thân là U Vương bị đầu độc một thời gian ngắn sau khi Cung Nhượng Vương lên ngôi. Khi ấy, ông mới 8 tuổi.